# Dmitri Georgijewitsch Dmitrijew
Dmitri Georgijewitsch Dmitrijew (russisch Дмитрий Георгиевич Дмитриев, engl. Transkription Dmitriy Dmitriyev; * 3. März 1956 in Leningrad) ist ein ehemaliger sowjetischer Langstreckenläufer.

## Leben
Bei den Leichtathletik-Weltmeisterschaften 1983 in Helsinki wurde er Vierter über 5000 m. Im Jahr darauf stellte er mit 7:42,05 min einen sowjetischen Rekord über 3000 m auf, konnte aber wegen des Boykotts der Ostblockländer nicht bei den Olympischen Spielen in Los Angeles starten. Bei den ersatzweise abgehaltenen Wettkämpfen der Freundschaft gewann er Silber über 5000 m.
1980 wurde er sowjetischer Meister über 1500 m, von 1980 bis 1983 viermal in Folge sowjetischer Meister über 5000 m.

## Persönliche Bestzeiten
- 1500 m: 3:36,50 min, 10. Juni 1984, Sotschi
- 3000 m: 7:42,05 min, 13. Juli 1984, London
- 5000 m: 13:17,37 min, 23. Juni 1984, Kiew
- 10.000 m: 28:24,89 min, 11. Juni 1988, Leningrad